# Inger-Johanne Tveter
Inger-Johanne Tveter est une ancienne handballeuse internationale norvégienne.
Avec l'équipe de Norvège, elle participe aux championnats du monde 1971 et 1973.

## Palmarès

### Sélection nationale
championnats du monde 
- 8e place du championnat du monde 1973
- 7e place du championnat du monde 1971